# Massimo Furlan
Massimo Furlan (ur. 1965 r. w Lozannie) – artysta szwajcarski sztuki współczesnej, performer, aktor i reżyser teatralny. Studiował na Państwowej Wyższej Szkole Sztuk Pięknych w Paryżu (École des Beaux-Arts). W swojej twórczości porusza szczególnie problematykę pamięci i jej reprezentacji. Swoje realizacje o charakterze performatywnym opiera na własnych doświadczeniach. Mimo że wykorzystuje własne wspomnienia, odrzuca zwrot ku indywidualnej jednostce na rzecz uniwersalnej opowieści o całym pokoleniu.
Furlan na początku swojej kariery (lata 80.) zajmował się głównie rysunkiem i malarstwem. Projektował też scenografie teatralne. Z czasem jednak coraz bardziej sam zaczął się interesować występowaniem. W 2003 roku założył własną firmę producencką Numero 23 Prod.

## Boniek!
W 2007 roku Furlan samodzielnie odtworzył mecz z 1982 między Polską a Belgią do komentarza Tomasza Zimocha. Wcielił się wyłącznie w rolę najbardziej aktywnego zawodnika z polskiej drużyny - Zbigniewa Bońka.
Wykonany na zrujnowanym Stadionie Dziesięciolecia mecz jest najbardziej rozpoznawalnym działaniem tego artysty w Polsce.

## 1973
Massimo Furlan odgrywa telewizyjny show, konkurs Eurowizji z 1973 roku. Raz jeszcze przedstawia wydarzenia historyczne, wykonując karkołomną próbę wiernego oddania oryginału. Sam wyśpiewuje wszystkie piosenki powtarzając kreacje a nawet gesty uczestników. Rekonstrukcja edycji festiwalu z 1973 roku przechodzi w cykl rozmów z naukowcami, byśmy mogli zrozumieć, jakie znaczenie miał kulturowy fenomen Eurowizji w danym momencie.
Spektakl został zaprezentowany m.in. w ramach Europejskiego Kongresu Kultury 10 września 2011 roku we Wrocławiu.
Fragmenty spektaklu można było obejrzeć na wystawie Let's Dance w Galerii Art Stations w Poznaniu w 2015 roku.